# Philippe Conscience
Philippe Conscience (ur. 27 stycznia 1961 w Paryżu) – francuski florecista, brązowy medalista mistrzostw świata.
Podczas mistrzostw świata w Denver w 1989 roku reprezentanci Francji w składzie: Philippe Conscience, Laurent Bel, Philippe Omnès, Patrice Lhôtellier i Lionel Finet zdobyli brązowy medal we florecie drużynowym. Był to jedyny medal wywalczony przez Conscience'a w zawodach tego cyklu. Był też między innymi piąty w tej konkurencji na mistrzostwach świata w Sofii w 1986 roku.
Nigdy nie wziął udziału w igrzyskach olimpijskich.